# زبان مادری

وضعیت قانونی زبان انگلیسی در ایالات متحده آمریکا:
زبان اول
زبان دوم
غیررسمی

زبان نخست یا زبان مادری به نخستین زبانی گفته می‌شود که کودک سخن گفتن را با آن می‌آموزد یا آن را پیش از سن بلوغ می‌آموزد.در اکثر مواقع این زبان خلق و خوی و لهجه را نیز شامل میشود؛ تسلط و شناخت فرد نسبت به این زبان در بیشتر موارد بسیار زیاد است. بیشتر درک هر شخص از زبان مادری خود آگاهانه نیست و به صورت یک روند خاص عملکرد نشان میدهد همچنین می‌توان گفت زبانی که فرد توانایی اندیشیدن و سخن گفتن به آن همانند دیگر سخنوران آن زبان را دارد، زبان مادری نامیده می‌شود. زبان نخست (افزون بر زبان بومی) زبان شخصی است که معمولاً از کودکی آن را آموخته و به بهترین وجه ممکن صحبت می‌کند و اغلب معنایی برای همسان جامعه‌شناسی زبان است. زبان مادری یک «اصطلاح» است و لزوماً به معنی زبانی که مادر انسان به آن سخن می‌گوید نیست. در بعضی از کشورها، اصطلاح زبان مادری بیشتر به زبان قومی فرد دلالت می‌کند تا زبان اول او در برابر زبان نخست، زبان دوم زبانی است که هر فردی متفاوت با زبان نخستش صحبت می‌کند.
از نظر عصب‌شناسی زبان نخست در مقایسه با زبان‌هایی که فرد بعداً در بزرگسالی می‌آموزد جایگاهی متفاوت را در قشر مغز اشغال می‌کند، به طوری که در بسیاری موارد آسیب‌های مغزی محدود ممکن است سبب اختلال شدید در یکی از این دو زبان (نخست و دوم) شوند، در حالی که مهارت‌های زبان دیگر هیچ آسیبی نبینند.
در سکته‌های ایست خون مغزی آسیب رایج‌تر به ناحیه زبان دوم وارد می‌شود و فرد معمولاً ابتدا توانایی‌های زبان دوم را از دست می‌دهد، در حالی که هنوز می‌تواند به زبان نخست نیز صحبت کند.
در صورتی که کودک در همان آغاز کودکی بیش از یک زبان را فرا بگیرد، ناحیه مغزی مربوط به همه این زبان‌ها با ناحیه زبان نخست مشابه است و نمی‌توان از نظر علمی هیچ‌یک از آن‌ها را زبان دوم وی دانست.

## واژه‌شناسی
گاهی گزاره «زبان بومی» برای اشاره به زبانی که به کار می‌رود که شخص به اندازهٔ یک فرد بومی که زبان «اصلی کشورش» است مهارت دارد یا به اندازهٔ یک فرد معمولی که زبان دیگری صحبت نمی‌کند در آن زبان مهارت دارد.
همچنین اصلاح زبان اصلی یا زبان مادری برای زبانی به کار می‌رود که شخص از زمان کودکی در خانه (معمولاً از خانواده خود) آموزش دیده‌اند. بچه‌هایی که درخانه‌هایی بزرگ می‌شوند که در آنجا دو زبان صحبت می‌شود بر پایه این تعریف، می‌توانند بیشتر از یک زبان اصلی یا زبان بومی داشته باشند.
در زمینهٔ سرشماری جمعیت که بر روی جمعیت کانادایی‌ها اجرا شده‌است، آمارهای کانادا مشخص می‌کنند که زبان اصلی به عنوان «زبان اولی که در دوران کودکی در خانه آموخته شده‌است و همچنان به صورت انفرادی در زمان سرشماری درک شده‌است، تا اندازه‌ای ممکن است که زبان نخست آموخته شده طولی نکشد که زبان اصلی گوینده‌ای باشد. این مطلب شامل کودکان مهاجر کم سن و سالی است که خانواده‌هایشان به محیط زبانی جدیدی نقل مکان کرده‌اند، به خوبی افرادی که زبان اصلی شان را در دوران کودکی در خانه آموخته‌اند (نسبت به زبان اکثریت جامعه)، کسانی که بخشی یا کل زبانی را که در ابتدا فراگرفته‌اند، ممکن است از دست داده باشند. (رجوع شود به فرسایش زبان)

## زبان اصلی

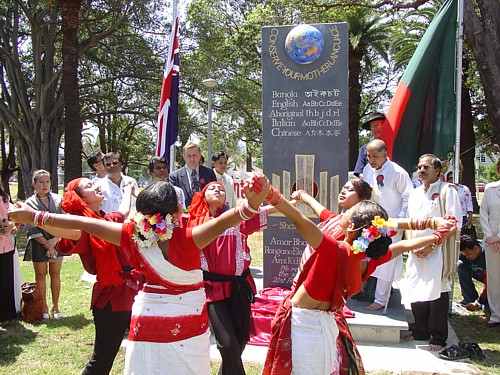
مراسم پرده برداری اثر تاریخی روز زبان اصلی بین‌المللی در سیدنی، استرالیا، ۱۹فوریه۲۰۰۶.

- اصطلاح زبان اصلی نباید به این معنی تفسیر شود که آن زبان مادری فرد است. در بعضی از جوامع پدری، خانم به همراه همسرش نقل مکان می‌کند و در نتیجه ممکن است زبان اول متفاوتی نسبت به همسرش داشته باشد. Mother در این متن از کلمهٔ «مادر» به معنای اصل همانند کلمهٔ mother land نشات گرفته‌است.
- در بعضی از کشورها مثل کنیا، هند و کشورهای گوناگون آسیای شمالی، «زبان اصلی» یا «زبان بومی» برای اشاره به زبان قومی یک فرد، در اصطلاح رایج روزنامه‌نگارانه به کار رفته‌است.

(برای مثال من هیچ عذری برای نیاموختن زبان اصلی ام ندارم)، تا اینکه به زبان اول شاره کند.
همچنین در سنگاپور «زبان اصلی» بدون توجه به مهارت واقعی به زبان قومی فرد اشاره می‌کند، در حالی که «زبان اول» به زبان انگلیسی ای که در جزیره‌ای توسط استعمار بریتانیایی ثابت شده بود، اشاره دارد که زبان میانجی برای بیشتر سنگاپوری‌های مستقل ناشی از کاربرد آن به عنوان زبان دستور در مدارس دولتی و به عنوان زبان عمومی می‌باشد.
- جی.آر. آر تولکین در سال۱۹۵۵ در سخنرانی‌اش در مورد «زبان انگلیسی و ویلزی» «زبان بومی» را از «زبان خاستگاه» تشخیص می‌دهد، وجود زبان اخیری که یادگیری آن برای شخص از اوایل دوران کودکی اش اتفاق می‌افتد، در حالی که ممکن است «زبان بومی» اصلی او متفاوت باشد، که احتمالاً با علاقهٔ زبان‌شناسی موروثی تعیین شده باشد، و ممکن است بعداً در زندگی به وسیلهٔ یک پیوستگی احساسی شدید به یک گویش خاص کشف شود (تولکین شخصاً چنین پیوستگی ای را به ویژه برای زبان انگلیسی میانه ی میدلنز غربی اعتراف کرد).
- ۲۱ فوریه روز زبان اصلی بین‌المللی به وسیلهٔ یونسکو در۱۷ نوامبر۱۹۹۹ اعلام شده‌است.

## زبان مادری در ایران
در ایران همایش‌های مختلفی با موضوع زبان‌ها و گویش‌های بومی در میان اقوام مختلف برگزار می‌شود. برخی از فعالان اقوام و برخی نویسندگان اجتماعی در ایران همواره دربارهٔ زبان مادری و تدریس آن در مدارس تأکید کرده‌اند. آن‌ها معتقدند نمی‌توان به زیباییِ تنوع‌های طبیعی و انسانی شک کرد. این طیف بر دگراندیشی‌ها و دگربودگی‌ها ارج می‌نهند و زیبایی هستی را در تنوع آن می‌بینند. به عقیده برخی فعالان عرصه اجتماعی، زبان، آداب و رسوم، آیین‌ها، مناسک و اندیشه‌ها، ویژگی‌های اقوام‌اند، چه در شکل‌هایی پسندیده یا ناپسند؛ بنابراین هر گونه تغییر و پیش‌رفت و ترقی جوامع بشری عمدتاً باید و می‌تواند که بر ویژگی‌های پویای ملی و بومی آنان اتفاق بیفتد.

## اهمیت
زبان اول یک کودک بخشی از هویت شخصی، اجتماعی و فرهنگی او است. تأثیر دیگر زبان اول این است که باعث بازتاب و یادگیری عملکرد و سخن گفتن در مورد الگوهای اجتماعی موفق می‌شود. این امر اساساً عهده‌دار تفاوت میان توانایی عملکرد زبان‌شناسی است.

## چندزبانگی
- شخصی که می‌تواند دو یا بیشتر از دو زبان بومی داشته باشد، در نتیجه یک شخص دو زبانهٔ بومی در واقع چندزبانه می‌باشد. ترتیبی که این زبان‌ها آموخته شده‌اند الزاماً به همان ترتیب اهمیت آن‌ها نیست. برای مثال، یک زوج فرانسوی زبان ممکن است دختری داشته باشند که در ابتدا زبان فرانسوی را آموخته و سپس انگلیسی؛ اما اگر او در یک کشور انگلیسی زبان بزرگ شده بود، احتمالاً فردی ماهر در زبان انگلیسی می‌شد. مثال‌های دیگر هند. آفریقای جنوبی هستند که بیشتر مردم بیش از یک زبان صحبت می‌کنند.
- زبان‌شناس برزیلی کلوآلتن هوفن موضوع «زبان اصلی» در کاربرد عمومی آن به صورت مبهم را مورد بررسی قرار می‌دهد و در معرض تفسیرهای گوناگون قرار دارد که از لحاظ زبان‌شناسی، مخصوصاً با توجه به کودکان دو زبانه از گروه‌های اقلیت قومی تحت تأثیر قرار می‌دهد. او تجارب خود را به عنوان یک سخنگوی دو زبانه پرتقالی وRiograndenser Hunsuckisch، که ریشهٔ آن آلمانی است به وسیلهٔ اولین مهاجران آلمانی به برزیل جنوبی آورده‌است. در مثال او، مثل موردی که زبان بسیاری از کودکان که در خانه صحبت می‌کنند با زبان پیرامون آن‌ها (زبان رسمی) متفاوت است، این امر که زبان «زبان مادری» شخص است، مورد بحث است. بسیاری از متخصصان از «زبان مادری» طی سال‌ها براساس کاربرد رایج، ارتباط احساسی گوینده با زبان و حتی تسلط آن در ارتباط با محیط تعاریفی ارائه داده‌اند. هر چند، این معیارها دقیق نیستند.

## زبان مادری
- بر اساس منشأ آن: زبان (زبان‌هایی) که شخص در ابتدا آموخته‌است (زبان (زبان‌هایی) که او اولین ارتباطات زبانی طولانی را تشکیل داده‌است)
- بر اساس تشخیص درونی: زبان (زبان‌هایی) که شخص بار به عنوان گویندهٔ آن زبان تشخیص می‌دهد.
- بر اساس تشخیص بیرونی: زبان (زبان‌هایی) که شخص بار به عنوان گویندهٔ آن زبان، به وسیلهٔ دیگران تشخیص می‌دهد.
- بر اساس توانایی: زبان (زبان‌هایی) که شخص به بهترین نحو می‌داند.
- بر اساس عملکرد: زبان (زبان‌هایی) که شخص بیشترین استفاده را می‌کند.

## اصطلاح زبان مادری
اصطلاح زبان مادری که بیشتر به جای زبان اول به کار می‌رود، واژه‌ای ترکیبی است و ورود آن به زبان فارسی به احتمال زیاد ترجمه‌ای مستقیم از یکی از زبان‌های اروپایی است. اصطلاح زبان مادری در لغت‌نامه دهخدا یافت نمی‌شود، حال آنکه، در واژه‌نامه‌های برخی از زبان‌های اروپایی حضور دارد (برای نمونه "Muttersprache" در زبان آلمانی یا «mother tongue» در زبان انگلیسی).
در بسیاری از واژه‌نامه‌های انگلیسی، از این واژه به عنوان نخستین زبانی که یک کودک می‌آموزد یاد شده‌است، در حالی که در لغت‌نامه American Heritage ویرایش سوم از این واژه به معنی «زبان بومی یا زبان والدین فرد» یاد شده‌است.
لغت‌نامه Longman Language Activator تأکید می‌کند که در انگلیسی این اصطلاح اغلب هنگامی مورد استفاده قرار می‌گیرد، که فرد در یک کشور خارجی باشد (این توضیح تعریف ارائه شد در لغت‌نامه American Heitage را هم توجیه می‌کند)
اصطلاح زبان مادری اصطلاحی است که بیشتر دانشمندان کوشش در پرهیز از آن دارند و در علوم زبان‌شناسی، روان‌شناسی، عصب‌شناسی رفتاری (Neurobehaviour) بیشتر واژه زبان اول (First Language) به جای این اصطلاح به کار برده می‌شود.